# Göteborgsstolen

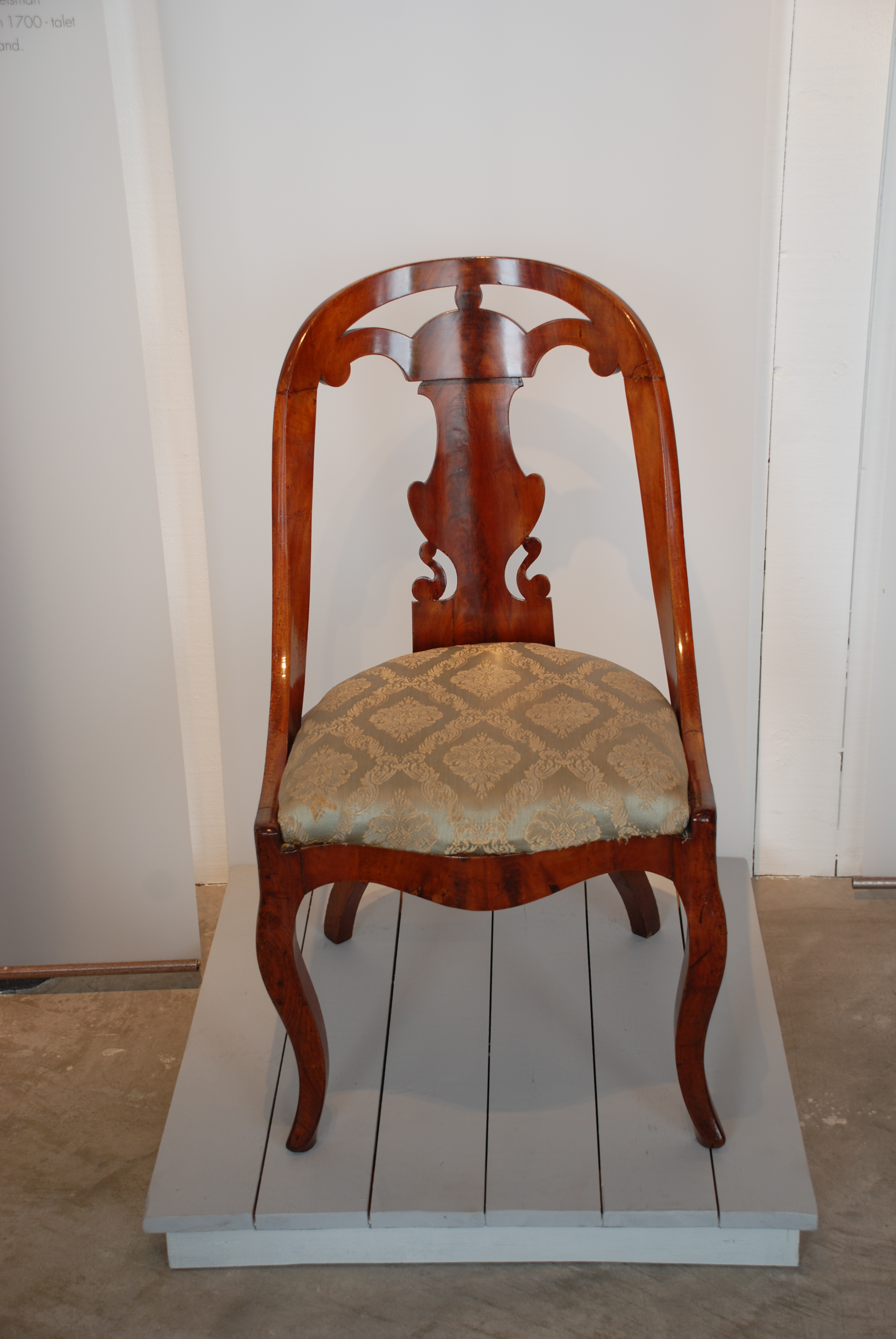
Göteborgsstol utställd på Mölndals stadsmuseum.

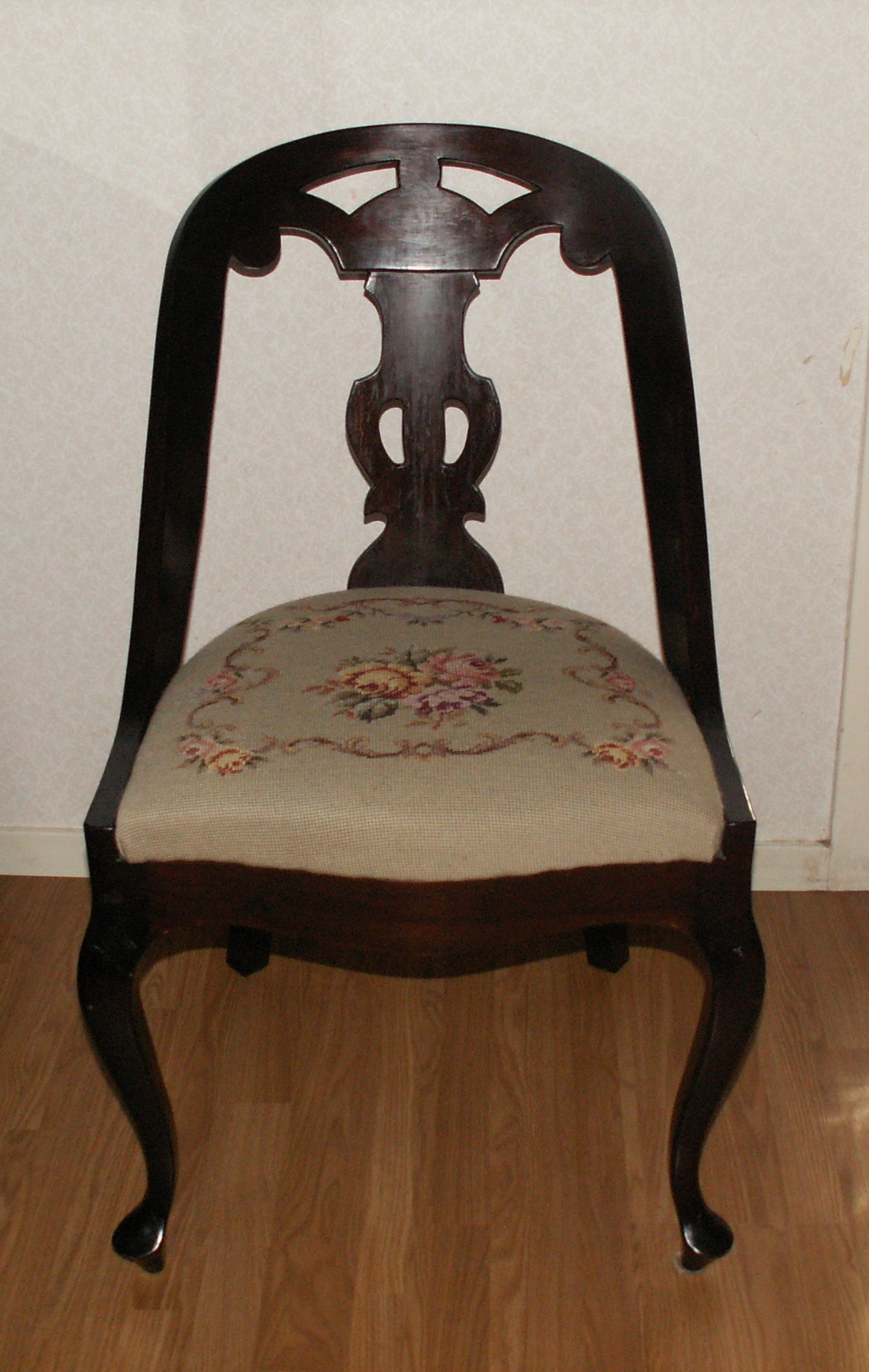
Göteborgsstol, tillverkad av August Johansson i Lindome under (sent) 1900-tal efter äldre design.

Göteborgsstolen (lindomestolen) är en liten länstol i mahogny, med genombruten, rundad rygg, tillverkad i Lindome i norra Halland. Produktionen av denna stolsmodell började på 1830-talet, som en tillökning på den lokala möbelproduktionen på hantverksbasis. Produktionen av liknande stolar började i Lindome redan 100 år tidigare, på beställning av borgare inne i Göteborg efter att Sverige 1731 infört importförbud för "lyxartiklar". Stilen på göteborgsstolen har varierat och särskilt benens utseende har ändrats med tiden.

## Stil
Göteborgsstolen har sitt stilhistoriska ursprung i det antika Grekland. Själva stolsmodellen har brittiskt ursprung. Den gjordes ofta(st) i mahogny, har genombruten rygg i rundad form, en ryggbricka i balusterstil och med svängda ben enligt rokokomodet.

## Historik
Lindomesnickarna fick sin första kända beställning av göteborgsstolar på 1840-talet av Dickson, känd köpman från Göteborg. Produktionen var hela tiden småskalig och kunde i slutet av 1800-talet inte konkurrera med den fabriksgjorda tillverkningen. Modellen blev dock populär igen bland kunderna i början av 1900-talet. Stolsproduktionen fortsatte dock på enstaka ställen i socknen under hela 1900-talet, och genom att den tillverkats under så stor del av 1900-talet har den för många kommit att symbolisera hantverket i Lindome.